# West Division
La West Division della National Hockey League fu fondata nel 1967, quando la lega scelse di suddividere le proprie squadre in due divisioni separate.

## Storia
Nel 1967 la NHL raddoppiò il numero di franchigie iscritte da sei a dodici. Le Original Six, termine coniato successivamente per descrivere le squadre precedenti al 1967, furono dapprima inserite nella East Division, mentre gli expansion team furono collocati nella West Division. Ciò fu fatto, nonostante le distanze geografiche, per mantenere un livello simile di competitività fra i due raggruppamenti e per permettere la qualificazione ai playoff delle nuove franchigie.
Dopo un'ulteriore espansione della NHL nel 1970 con l'aggiunta dei Vancouver Canucks e dei Buffalo Sabres, queste due squadre furono inserite nella più competitiva East Division, mentre i Chicago Black Hawks si trasferirono nella West Division. La NHL si espanse nuovamente nel 1972 con la creazione di due squadre, ciascuna inserita in una division diversa, i New York Islanders nella East Division e gli Atlanta Flames nella West Division.
Nel 1974 invece fu il turno dei Washington Capitals e dei Kansas City Scouts; la lega allora rivoluzionò gli allineamenti delle division allora esistenti. Le divisioni East e West Divisions furono rinominate rispettivamente Prince of Wales e Clarence Campbell Conference, ciascuna con nove squadre. A loro volta le conference furono suddivise in due divisioni: le Norris e Adams nella Wales Conference; le Patrick e Smythe nella Campbell Conference. I nuovi raggruppamenti, così come le divisioni East e West, non avevano alcuna impronta geografica.

## Campioni di Division
- 1967-68 -  Philadelphia Flyers (31-32-11, 73 pt.)
- 1968-69 -  St. Louis Blues (37-25-14, 88 pt.)
- 1969-70 -  St. Louis Blues (37-27-12, 86 pt.)
- 1970-71 -  Chicago Blackhawks (49-20-9, 107 pt.)
- 1971-72 -  Chicago Blackhawks (46-17-15, 107 pt.)
- 1972-73 -  Chicago Blackhawks (42-27-9, 93 pt.)
- 1973-74 -  Philadelphia Flyers (50-16-12, 112 pt.)

## Vincitori della Stanley Cup prodotti
- 1973-74 -  Philadelphia Flyers

## Vittorie della Division per squadra
| Squadra             | Titoli vinti | Ultima vittoria |
| ------------------- | ------------ | --------------- |
| Chicago Blackhawks  | 3            | 1973            |
| Philadelphia Flyers | 2            | 1974            |
| St. Louis Blues     | 2            | 1970            |